# L'Orphelin de mer... ou les Mémoires de monsieur Non
L'Orphelin de mer... ou les Mémoires de monsieur Non est un roman d'Éric Ollivier paru le 4 mars 1982 aux éditions Denoël et ayant reçu le prix Interallié la même année.

## Éditions
- L'Orphelin de mer... ou les Mémoires de monsieur Non, Éditions Denoël, 1982  (ISBN 2207227812).
- L'Orphelin de mer... ou les Mémoires de monsieur Non, Folio n°1530, 1984  (ISBN 978-2070375301)